# 鮑莫爾 (北卡羅萊納州)
鮑莫爾（英語：Bowmore）是位於美國北卡羅萊納州霍克縣的普查規定居民點。

## 人口
根據2020年美國人口普查的數據，鮑莫爾的面積為8.59平方千米，皆為陸地。當地共有人口76人，而人口密度為每平方千米8.85人。